# McDonnell Douglas MD-94X
McDonnell Douglas MD-94X je bilo predlagano 160-180 sedežno potniško letalo. Za pogon bi uporabljalo dva propfan motorja, podobno kot konkurent Boeing 7J7. Kasneje se McDonnell Douglas združil z Boeingom in opustili so tako MD-94X kot tudi 7J7. 
MD-94X bi bil razvit na podlagi McDonnell Douglas MD-80, ki sam izhaja iz Douglas DC-9. Vendar bi bil 94X v veliko pogledih novo letalo.